# زهيري
الزهيري (زهيريات) هو نوع من أنواع الشعر النبطي تتكون قصائده من سبعة أشطر بحيث تكون الأشطر الثلاث الأولى لها نفس القافية ويُستعمل الجناس (الشقر) بينما الأشطر الثلاث الثانية لها قافية مغايرة وكذلك يكون الجناس في آخر الشطر وينتهي الشطر السابع بنفس القافية الأولى. نشأ هذا النوع من الشعر في جنوب العراق و منها انتقل إلى الكويت والبحرين وقطر.

## أمثلة على الزهيري
- زهيرية الشاعر عبد الله الفرج:

- زهيرية الشاعر فهد راشد بورسلي